# E-coat
E-coat é o nome dado ao processo de pintura por eletrodeposição, sendo também conhecido no mercado como ETL, Ed-coat ou ELPO. Trata-se de um processo de pintura industrial por imersão, à base de água, para aplicação sobre peças metálicas, tendo por finalidade principal prover à superfície pintada proteção anticorrosiva. Esse processo é largamente utilizado, mundialmente, na pintura automotiva original, no ramo de autopartes (rodas, eixos, componentes de freios, bancos, polias, etc) e em menor escala, no setor de eletrodomésticos (componentes de refrigeração, etc). A tinta e-coat consiste em uma dispersão de resinas e pigmentos em um meio aquoso, com um baixo conteúdo de solventes orgânicos. As tecnologias atuais de e-coat são isentas de chumbo.
Durante o processo de aplicação, em tanques especiais de pintura, ocorrem 4 fenômenos físico-químicos simultâneos:
- Eletrólise (decomposição da água)
- Eletroforese (migração das micelas no meio por ação do campo elétrico formado pela aplicação de uma tensão determinada)
- Eletro-coagulação (perda de carga da micela e deposição)
- Eletroendosmose (expulsão de partículas de água do filme)

Após o processo de eletrodeposição, a peça pintada é lavada para eliminação do cream-coat (resíduos de tinta não depositada) e levada para estufa para o processo de cura (reticulação do filme). Para esse processo de lavagem é utilizado um fluido retirado da própria tinta através de um processo de ultrafiltração. Esse fluido recebe o nome de permeado - erroneamente chamado por muitos de permeato por uso da palavra em italiano ou por simples troca da última letra da palavra inglesa "permeate" ou ultrafiltrado ou ainda por sua abreviação UF.
A pintura por eletrodeposição exige alguns pré-tratamentos antes da pintura propriamente dita, são eles:
1-Enxágue em água potável
2-Desengraxante
3-Enxágue em água industrial
4-Refinador
5-Fosfato
6-Enxágue em água desmineralizada
7-Passivador (Opcional)
8-Tinta E-coat
9-Ultra Filtrado spray
10-Ultra Filtrado imersão